# グリーンマックス
株式会社グリーンマックス（英: GREENMAX Corporation）は、日本の鉄道模型メーカー。

## 概要
グリーンマックスは東京都板橋区大山において鈴木雅夫により開店した模型小売店の「ホビーショップ・マックス」を前身とする。古くは「マックス」と呼称されていたが、近年は「GM(ジーエム)」、「グリマ」などと呼称されることが多い。「グリーンマックス」という名称は同社の登録商標でもある。
1970年代後半以降、「創る楽しみいっぱい!」をキャッチフレーズに、射出成型によるプラスチック製の鉄道車両や建築物の未塗装キット (プラモデル) を主体として展開していたが、近年は塗装済み完成品や塗装済みキットが主体となっている。そのため、現在はそのキャッチフレーズはほとんど使われず、公式サイト上には「つくる、うごかす、あつめる」と表記されている。
かつては直営の小売店とフランチャイズ店を数店舗展開していたが、2000年代以降に直営小売店は閉鎖し、フランチャイズ店を含め販売店としてジーエムストアを設立し、その傘下で「グリーンマックス・ザ・ストアー」を展開している。また、グリーンマックス・ザ・ストアーのオリジナル製品として「クロスポイント」ブランドが存在するが、これは主にグリーンマックスの製造である。

## 沿革
1972年、東京都板橋区大山において、鈴木雅夫の親族が経営していた洋品店「スズヤ」の裏手に模型小売店として6坪の「ホビーショップ・マックス」が開店した。鈴木雅夫は兄弟で継いだ洋品店から独立して1967年から飲食店を経営していたが、模型店開業から3年後の1975年に閉店した。転業したのはかねてより鉄道模型雑誌で自作のレイアウト「須津谷急行電鉄」を発表するなど、鉄道模型とのかかわりが深かったからである。
1974年より自社製品としてNゲージ鉄道模型の射出成型によるプラスチック製ストラクチャー (建築物) キットを発売。続いて国鉄の客車キットを発売した。その頃店名を「グリーンマックス」（グリーン車の側面窓下に表示されていた緑色の帯の意味。"四つ葉のクローバー"を模したグリーンマークもモチーフにしていた。）と改名した。グリーンマックス初期の自社カタログには前述の須津谷急行電鉄のNゲージレイアウトが掲載されていたことがあった。
この頃には国鉄111系、72系、クハ103形ATC準備車、小田急1800形の塗装済み完成品も販売していたが、これらの商品は後に未塗装キットシリーズに転換され、以来長らく鉄道模型キット専門メーカーとして展開を行っていく。
1978年、「スカイウェーブ」のブランドでフレッチャー級駆逐艦を皮切りに1/700スケールの艦船・航空機・ストラクチャー (建築物)のプラモデルに参入した。後に、鉄道模型部門の業績が一時的に悪化したのを契機に事業の整理を図り、スカイウェーブシリーズの販売権を経営者同士が縁戚関係である神奈川の模型店「ホビーショップ・ピットロード」に譲渡した。
1990年代中盤以降は無塗装板キットの新製品開発が停滞し、代わりに塗装済み板キットや一体成型車体の塗装済みキット製品、塗装済み完成品の展開が開始された。これらの完成品はヘッドライト・テールライトの点灯装置を備えTOMIX製TNカプラーにも対応するなど、1970年代に展開されていた塗装済み完成品シリーズとは全く異なるものである。

## 製品

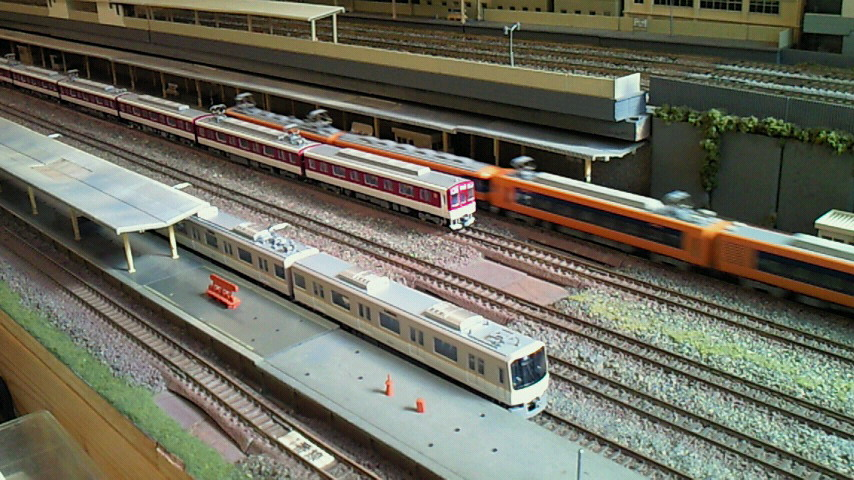
グリーンマックス製Nゲージ近鉄電車

1974年頃からNゲージ用ストラクチャーや他社製Nゲージ・16番ゲージ車両向けのサードパーティー製品（クーラーなど）を展開していた。1975年より自社製品としてNゲージ鉄道車両の展開を開始した。同社のプラスチックキット製品は「板キット」と呼ばれるプラモデル状のものや、車体を一体成型として塗装や印刷を済ませた「塗装済みキット」など多岐にわたる。
初期の板キット製品では、床下機器を一体成型の亜鉛合金製として錘を兼ねさせ、中央の錘部分に穴の開いたプラスチック製床板にネジ止めする構造を採っていたが、1980年代前半頃から錘と床板の構成を変更し、プラスチック製床板の下部にプラスチック製の床下機器を接着し、棒状錘を床板上部に固定する仕様とした（一部例外あり）。また、未塗装板キットシリーズはトータルキットなど一部を除き車体のみのキットであり、台車・パンタグラフ・動力ユニットは別売となっている。そのため、購入者はキットに指定された別売部品を別途購入する必要がある。
パンタグラフは当初はネジ止め仕様であったが、後にスナップフィット仕様に変更となっている。台車はスナップフィット仕様が多いが、かつてのハイカスタム製品ではネジ止めのものも存在した。
かつての製品パッケージには小林信夫によるイラストが使用されていた。また、小林は同社カタログ上で鉄道模型以外の分野のプラモデル製品（1/144スケールの航空機や1/200スケールの船舶、ノンスケールの駄菓子屋流通キットなど）をNゲージ製品と併用すること等を薦めており、同時期に発売された同社製ストラクチャーの漁船には、他社製品の近似スケールの大型漁船を改造するためのデカールも付属している。

### 未塗装キット製品群
多くが「板キット」と呼ばれるプラモデル状の製品形態である。かつてはいくつかのシリーズに分類され、それらを総称する名称はなかったが、現行のカタログでは未塗装キット製品群はすべて「エコノミーキットシリーズ」と呼ばれている。
カスタムキットシリーズ
国鉄・私鉄の通勤・一般型車両を中心としたラインナップで、冷房装置や車両前面等の選択パーツが付属している板キットシリーズ。選択パーツには同一形式内のバリエーションのほか、側面形状や窓配置の似た他社の車両の前面パーツが収録されているが、中には流用の利かないパーツが入っている製品もある。
バリエーションキットシリーズ
通常、板キット製品は台車や動力ユニットなどが別売であるが、それらを含むキットは「バリエーションキットシリーズ」と呼称される。こちらはカスタムキットよりも全長の短い、12～16m級の車両がラインナップされている。
ペアキット
未塗装キット製品群の中では例外的に一体成型の車体を持つ製品。一部製品は初期塗装済完成品を未塗装キット形態としたものもある。パッケージも他製品と異なりブリスター方式となっている。
エコノミーキットシリーズ
かつては1-2両のパッケージで販売されていた未塗装キットを4両程度のセットとして紙箱パッケージとした車両キット製品群の名称であった。なかには阪急と京成のキットのように「ハイカスタム仕様」と称してエンドウ製の集電機能を付加させることが可能な形態の床板・台車を流用した製品も展開された製品もあった。後にハイカスタム仕様は廃止され、集電機能の付加ができない仕様に変更された。
現在では未塗装キット製品群の総称として使われている。
このほか「国電キットシリーズ」、「NEW電車シリーズ」、「客車キットシリーズ」などの分類があったが上記分類ともども現在は使われていない名称もある。

### 塗装済みキット
従来から販売されている板キット製品は未塗装で、購入者が自ら塗装する必要があったが、塗装済みキット製品では、一部のパーツを除き車体が塗装された状態で販売されている。当初は上記の無塗装板キット（カスタムキット、エコノミーキット）を板状のまま塗装・印刷し、パッケージされていたが、後に車体が一体成型で塗装済みとなり、組み立てに接着剤が不要な製品も登場した。その後、別売の自社製ライトユニットやトミーテック製室内灯の組み込みが可能になっているキット製品も登場した。
塗装済みキット製品は大手私鉄の通勤型車両が中心で、これらのシリーズでは従来の無塗装板キット製品では別売とされている台車・パンタグラフ・動力ユニットがセットに含まれているものも存在する。

### 塗装済み完成品
2000年代以降、完成品メーカーと同様の塗装済み完成品を発売するようになった。主に大手私鉄の比較的新しい世代の車両が中心で、近鉄22000系や名鉄2000系・2200系などの特急車両から、阪神9300系、東武30000系などの通勤車両のほか、JRの地方向け車両（キハ54や119系、キハ200など）なども発売している。発売時期により、鉄道会社や車種が偏る現象も起こっている。
既存の完成品メーカーでは製品化されにくい私鉄やJRの地方向け車両が主体となっているため、販売数量が見込めないために少数生産とならざるを得ず、他社製品と比較して高価格帯の設定となる傾向がある。同じ車種で、塗装済み一体成型キットと塗装済み完成品が同時に製品化発表される例（西武2000系初期型など）もある。
現行完成品の初期製品では他社製品と比較し、ライトや室内灯類の組み込みが考慮されないものもあったが、しだいに他社製室内灯を組み込む仕様とされたり、一部製品では自社製ライト点灯ユニットのオプションも用意されるなど、仕様の向上が見られる。しかし、床下機器はコストダウンのために共通部品を使用しており、実車に忠実でないものが多い。
なお、1970年代後半から1980年代にかけ、一体成型車体による国鉄電車の塗装済完成品が数車種販売されていたことがあった（通称「グリ完」）。これらの完成品は絶版であり、2000年代以降の完成品との関わりはない。

### 金属キット
グリーンマックス大阪あべの店のオリジナル企画製品として、真鍮製の車体キットが販売されていた。グリーンマックス・ザ・ストア大阪日本橋店となった後も、クロスポイントのブランドで金属キットが発売された。また、少数ながら組立・塗装済みの完成品も販売された。

### 動力ユニット
グリーンマックスの自社車両製品は客車キットから始まっており、当初は電車のように個別に動力が必要となる車両は製品化されていなかったため、動力ユニットも製造されていなかった。自社製品として電車の展開が開始されると、自社開発による動力ユニットも製品化されたが、数年で中止となり、しなのマイクロ製やエンドウ製の動力ユニットを使用するよう、キットの説明にも記載されるようになった。後にエンドウ製の動力ユニットを改良し、自社製品としたものが登場した。小型車両のバリエーションキットシリーズにおいては自社開発の小型車両専用の動力ユニットが使われていたが、一部にはTOMIX製の動力ユニットが含まれた製品（例として京阪600形が挙げられ、これの動力はTOMIXの箱根登山鉄道1000形電車のものが使われている）も存在する。
エンドウ製品以来の動力ユニットの構造は、亜鉛合金製の錘が被せられている両軸モーターを中央に配置し、自在継ぎ手により台車上のウォームギアを駆動してスパーギアで回転方向を変え、台車を駆動させるという仕様であった。当初のエンドウ製動力ユニットの床下機器は動力ユニット専用のものしか使用できなかったが、後年には床板や錘の構成が変更され、キット製品に含まれる床下機器を動力ユニットにも使用できるようになった。完成品の一部はTOMIXの動力ユニットをそのまま使用しているものも存在したが、2000年代以降に発売された完成品製品や塗装済みキット製品では、片軸モーターを2つ背中合わせに配置した新仕様の動力ユニットが採用されている。2015年8月末からは主に新設計のフライホイール付きコアレスモーター動力ユニットを搭載した商品を販売しており、走行性能、耐久性の向上や軽量化が図られている。

### ストラクチャーキット
1975年、日本初のプラスチック製日本型ストラクチャーとなる「信号所・詰所キット」を発売。
多くの製品が、未塗装板キット形態で製品化されている。同社のストラクチャーキットは都心と郊外を結ぶ私鉄沿線をイメージした製品が多い。また、港湾設備や漁船、木造校舎の学校などのストラクチャーも存在する。あるテーマに基づいて数種類のストラクチャーをセットにした、「エコノミーアソート」シリーズもある。1990年代以降しばらくストラクチャーキットの新製品を発売していなかったが、2000年代に入ると大手完成品メーカーによる完成品ストラクチャー製品が拡大してきたこともあり、同社でも新たにビルディングやマンションなどが手軽に作れるオプションパーツの組み合わせで、増築や大型化できる塗装済みキットや塗装済み完成品を製品化している。また、従来からの未塗装板キット製品を塗装した「着色済みストラクチャーキットシリーズ」も製品化されている。
これらのストラクチャーキットは、鉄道模型以外の模型の分野でジオラマ製作などにも使用されている。また、ビルディングや工場などの製品は一部の車両キットとともに欧米にも輸出され、欧米型のストラクチャーとともにジオラマ・レイアウト上にて使用されている。 
ディスプレイモデルの東京モノレール1000形もカタログ上ではストラクチャーキットに分類されている。

### GM鉄道カラー
当初は「タカラ鉄道カラー」ブランドで缶スプレー・瓶塗料を発売していたが、タカラの塗料部門からの撤退に伴い販売を引き受け、ブランドを「GM鉄道カラー」に改めた。このため、かつての瓶塗料の蓋には「TAKARA」の文字がモールドされていた。その後、瓶の形状を変更（内容量は変更無し）した。薄め液（シンナー）はGSIクレオスのMr.カラー用を利用する。

### HOスケールバス
2001年から2002年にかけ、いすゞ・エルガを1/87スケールにて塗装済み完成品として発売した。ただし、一部の部品は購入者が取り付ける必要がある。

### 印刷物
カタログが数年に一度の割合で発行されている。1980年代にはほぼ毎年発行されており、製品の改造方法や改造のヒントとなる記事のみならず、製品化されていない車輌の記事やレイアウトや鉄道模型全般に関しての楽しみ方や提言が、鈴木雅夫や小林信夫などにより掲載されていたが、後年に発行されたものでは製品紹介が主体となった。

## グリーンマックス・ザ・ストア
当初はグリーンマックス直営およびフランチャイズによる小売り店であったが、後に株式会社ジーエムストアーが設立され、ジーエムストアー傘下の小売り店となった。グリーンマックス製品は在庫が豊富で、部品単位での販売も行っている店舗もある。グリーンマックス系列であるが、他社の鉄道模型製品やグリーンマックス製品に付加するサードパーティー製品も扱っている。同店舗限定販売のブランドとして「クロスポイント」（後述）が展開されている。店頭にてキット製品を組み立て・塗装したものを特製品として販売している店舗もある。

### 店舗
かつての直営店としては大山店、大井町店、巣鴨店、鶴見店、田端店、下北沢店、フランチャイズによる大阪あべの店があった。これらの店の店頭には踏切警報機を模したものが設置されていた。
鶴見店は2002年に独立し、リトルジャパンとなった。
かつて本店として営業していた大山店は、2004年1月23日に「グリーンマックス・ザ・ストアー・レイアウトマテリアルPRO SHOP大山店」としてレイアウト用品に特化した店舗としてリニューアルオープンし、シーナリー関連用品の販売に加えてグリーンマックス製ストラクチャーキットのバラ売りも行った。同店では、RM MODELS誌上に掲載されたジオラマ・レイアウトの展示なども行っていたが、のちに閉店した。
2019年6月現在、グリーンマックス・ザ・ストアでは秋葉原店、大阪日本橋店 (旧大阪あべの店) 、ナゴヤ大須店の3店舗がある。海老名のViNAWALKにも店舗が設けられていたが閉店、代替として開店した横浜店も2012年10月8日に閉店した。

### クロスポイント
グリーンマックス・ザ・ストア店舗限定のオリジナルブランドで、グリーンマックスの未塗装板キット製品を素にした塗装済み板キット製品や完全オリジナルの一体成型車体の塗装済みキット製品まで多岐にわたる。「クロポ」「CP」と略されることがある。車種選定によってはマニアックな物も存在し、ショップ限定のためグリーンマックス製品と比較し高価格設定となっており、基本的には定価販売である。クロスポイント製品は同店舗の他、グリーンマックスによってインターネット通信販売も行われている。
クロスポイント製品はグリーンマックスブランドの未塗装キット製品と同様に台車・パンタグラフ・動力ユニットは別売であるが、近年これらも含めたトータルセットや、ボディを塗装済みとした、カラーモデルも発売されている。付属パーツなどを多く含める傾向にあるため、グリーンマックス製品よりも高価格設定である。
未塗装組み立てキット
側面・前面・妻面・屋根が一つ一つ板状のパーツになっており、それらを組み立てて製作するキット。
主に、小田急2200形など側面にバリエーションのある車種の場合に、この形態で販売されている。
未塗装一体成型キット
側面・前面・妻面が一体成型となっており、屋根と窓ガラスは、はめ込み式となっている。クロスポイント製品の大半は、この形態で販売されている。
塗装済みキット
基本的にグリーンマックス製品の仕様違いが販売される。また、先述の未塗装一体成型キットのカラーモデルとして販売されることもある。
塗装済み完成品
2000年代後半ごろから販売開始された。グリーンマックス本体が既に出している製品の仕様違いモデルが販売されることが多い。
殆どがアルミ合金製簡易金型によって製造されている為、コストは下がるが、再生産は少ない。そのためアフターサービスは行われていない。ただし、汎用部品等はこの限りでは無く、また一部の専用部品は、グリーンマックス・ザ・ストア店頭にて販売される事がある。さらに、販売数が多かった商品については、改めて再生産を行ない、「グリーンマックス」ブランドで発売されることがある (小田急3000形・名鉄6500系など) 。
CROSS POINT Custom Parts (CPCP)
クロスポイント・カスタムパーツと称するクロスポイントオリジナル製品。CPCPと略される。グリーンマックス製品や他社製品に付加させるエッチングパーツやデカール・インレタなどが展開されている。

## 須津谷急行電鉄
創業者の鈴木雅夫によって作られた架空の鉄道会社で、当初はOゲージの庭園鉄道であった。後に16番ゲージの屋内レイアウトが建設され、グリーンマックスのカタログに登場したNゲージレイアウトは須津谷急行としては4代目にあたる。
グリーンマックス大山店内に設けられたレイアウトにも須津谷急行の名が付けられていた。